# Seitenführungskraft
Die Seitenführungskraft ist die diejenige Komponente der Kraft auf das Rad in der Kontaktzone zwischen Rad und „Fahrbahn“, die senkrecht auf der Schnittlinie von Fahrbahn und Radmittenebene steht. Unter Fahrbahn ist bei Straßenfahrzeugen die Straße, bei Schienenfahrzeugen die Schiene zu verstehen.

## Luftreifen

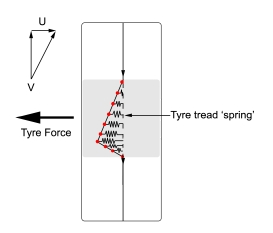
Verspannung der Profilteilchen im Latsch unter Schräglauf

Bei Reifen hängt die Seitenführungskraft von Schräglaufwinkel, Radlast, Schlupf, Radsturz und Reibwert zwischen Reifen und Fahrbahn ab.
Die zwischen Reifen und Straße übertragbaren Seitenkräfte  begrenzen die Querbeschleunigung von Fahrzeugen in Kurven. Wirken gleichzeitig Umfangskräfte, beeinflusst dies die Seitenkraft. Die Zusammenhänge lassen sich mit dem Kammschen Kreis oder der Krempelschen Reibungsellipse veranschaulichen.
Damit ein Reifen Seitenkräfte aufbauen kann, muss der Teil des elastischen Laufstreifens, der direkten Fahrbahnkontakt hat, deformiert werden. Der Mechanismus der Kraftentstehung des rollenden Reifens kann mit dem Bürstenmodell erklärt werden. Die Profilteilchen laufen unverspannt in den Latsch ein und werden, während sie durch die Drehung des Rades die Kontaktzone durchlaufen, zunehmend durch die Quergeschwindigkeit {\displaystyle u} zwischen Karkasse und Straße verformt. Bei kleinen Schräglaufwinkeln haften die Profilteilchen auf der Straße; es baut sich eine etwa dreiecksförmige Verspannung auf. Erst am Ende der Kontaktzone beginnen die Profilteilchen zu gleiten und kehren wieder in die Ausgangslage zurück. Bei großen Schräglaufwinkeln erfasst die Gleitzone fast die gesamte Kontaktzone, so dass keine Dreiecksform mehr vorliegt.
Da die Seitenwand des Reifens ebenfalls elastisch ist, können sich die Seitenkräfte nicht unmittelbar aufbauen. Dies kann z. B. am stehenden Reifen beobachtet werden, der sich beim Ablassen des Fahrzeugs von der Hebebühne quer verformt. Der Reifen verhält sich hier wie eine Feder. Allgemein benötigt deshalb auch der rollende Reifen eine gewisse Wegstrecke, bevor die Seitenführungskraft wirksam wird. Diese Wegstrecke (Relaxationslänge) kann bis zur Hälfte des Abrollumfangs betragen.
Läuft der Reifen unter einem Sturzwinkel zur Straße wie bei einem Zweirad, baut sich eine parabelförmige Verspannung auf. Die Seitenkraft bei einem Grad Sturz ist aber maximal 10 % der Seitenkraft bei einem Grad Schräglaufwinkel. Beim Motorrad, das an der Kraftschlussgrenze bewegt wird, kommt deshalb immer noch ein zusätzlicher Schräglaufwinkel hinzu.
Die Seitenkraft kann auf Reifenprüfständen gemessen werden und wird als Funktion des Schräglaufwinkels mit dem Parameter Radlast dargestellt. Da nicht alle Betriebspunkte gemessen werden können, müssen in Simulationen bei kombinierter Beanspruchung des Reifens mathematische Reifenmodelle eingesetzt werden.

## Schienenfahrzeuge
Bei Schienenfahrzeugen bestimmt die Auslegung der Schiene (insbesondere die Kurvenneigung) und des Rades die maximale Seitenführungskraft. Dynamische Instabilitäten und der durch die Lage des Schwerpunkts definierte Kippwinkel begrenzen die maximal mögliche Kurvengeschwindigkeit für das betreffende Fahrzeug.